# C'è una spia nel mio letto
C'è una spia nel mio letto è un film italiano del 1976 diretto da Luigi Petrini.

## Trama
Giovanni Sebastiano Bacchi è un giovane che, per sbarcare il lunario, lavora come massaggiatore negli orari diurni e, per integrare, come guardamacchine in quelli notturni. Scelto non per la sua esperienza nel settore, il giovanotto è reclutato dal Console di Monaco per indagare su Villa Zodiaco, dove una certa madame Gounod avrebbe radunato una banda di terroristi internazionali. Anche i servizi segreti di diversi paesi, nemici e alleati, indagano sui terroristi, schierando un agente segreto statunitense, uno russo e una bella cinese nonché una funzionaria del Tesoro U.S.A., alla ricerca delle matrici per la falsificazione di dollari, che agisce dall'interno della villa.
A conclusione di vicissitudini di ogni genere, comprensive di una love story tra Bacchi ed Helene, tutta la storia si rivelerà una "bufala", con un regista cinematografico nei panni del console per girare un film, ma, a conti fatti, dichiara l'intenzione di dedicarsi, con i suoi collaboratori, al cabaret.

## Produzione
Il film, durante la lavorazione, aveva il titolo A.A.A. cercasi spia... disposta spiare per conto spie.